# Neohydrocoptus angolensis
Neohydrocoptus angolensis – gatunek wodnego chrząszcza z rodziny Noteridae i podrodziny Noterinae.

## Taksonomia
Gatunek został opisany w 1925 roku przez Raymonda Pescheta jako Hydrocoptus angolensis. W 1961 roku J. Balfour-Browne zsynonimizował z nim gatunek Hydrocoptus castaneus opisany w 1926 roku przez Elwooda Zimmermanna. 

## Występowanie
Gatunek afrykański. Wykazany został dotąd z Egiptu, Angoli, Gabonu, Etiopii, Botswany, Malawi, Mali, Tanzanii, Nigerii, RPA, Sudanu, Ugandy i Zairu.